# 普羅特克申 (紐約州)
普羅特克申（英語：Protection）是位於美國紐約州伊利縣的非建制地區。

## 歷史
普羅特克申的郵局於1857年設立，其後於1943年停運。

## 地理
普羅特克申所處的海拔為高於海平面415米（即1362英呎），而該地所採用的時區為UTC-5，即北美东部时区（EST）。同時該地設有夏令時間，為UTC-5調快一小時，即UTC-4（EDT）。